# Archieparchia połocka (prawosławna)
Archieparchia połocka, pełna nazwa – archieparchia połocka, witebska i mścisławska – prawosławna eparchia wchodząca w skład prawosławnej metropolii kijowskiej. Utworzona najprawdopodobniej na początku XII w., przestała istnieć po podpisaniu unii brzeskiej, gdy przeszła do Kościoła unickiego.

## Historia

### XI–XVI w.
Pierwsze informacje pisemne o istnieniu prawosławnej eparchii połockiej pochodzą z 1105, jednak administratura mogła zostać erygowana jeszcze za panowania Włodzimierza Wielkiego. Świadczyłoby o tym znaczenie Połocka jako siedziby najstarszego syna Włodzimierza – Iziasław, jak również fakt wzniesienia przez Wsiesława Briaczysławicza soboru Mądrości Bożej w Połocku. Wzmianki o biskupach połockich pochodzą jeszcze z połowy XI stulecia. W jurysdykcji biskupów połockich pozostawały ziemie połocka i witebska, jednak granice administratury kurczyły się razem z granicami Księstwa połockiego.
Eparchia połocka podlegała początkowo metropolii kijowskiej, zaś w latach 1315–1329, 1356–1362 i 1415–1419 – metropolii litewskiej. Również po zajęciu Połocka przez Iwana Groźnego w 1563 eparchię włączono do Rosyjskiego Kościoła Prawosławnego; jurysdykcję tę opuściła wskutek odzyskania Połocka przez Stefana Batorego w 1597. W 1391 eparchia uzyskała rangę arcybiskupstwa. W XVI w. archieparchia połocka była drugą co do wielkości prawosławną administraturą w I Rzeczypospolitej.
Terytorium eparchii było w końcu XVI w. zamieszkane niemal wyłącznie przez ludność prawosławną, chociaż od 1582 Połock, za sprawą działań Stefana Batorego, założyciela miejscowego kolegium jezuickiego, stał się ośrodkiem katolickiej działalności misyjnej. W końcu XVI w. ordynariusze eparchii połockiej Atanazy Terlecki i Nataniel Sielicki nie brali udziału w przygotowaniach do zawarcia unii kościelnej z Rzymem. Po śmierci arcybiskupa Nataniela w 1595 jego następcą został Herman Zahorski, zwolennik unii. Król Zygmunt III Waza nadał mu przywilej na katedrę połocką także pod wpływem Mikołaja Krzysztofa Radziwiłła, największego wśród katolickich magnatów orędownika unii. Herman Zahorski podpisał akt unii brzeskiej, co oznaczało przekształcenie archieparchii połockiej w administraturę unicką. Decyzja ta spotkała się z protestami duchowieństwa i wiernych, przede wszystkim prawosławnego mieszczaństwa. Arcybiskup Herman nie prowadził szerzej zakrojonych działań na rzecz propagowania unii w swojej eparchii, poza Połockiem. Na terenie administratury działał dzięki temu tak istotny ośrodek oporu przeciwko unii, jak monaster Przemienienia Pańskiego w Mohylewie, prowadzony przez bractwo mohylewskie.

### Próba odtworzenia eparchii. Działalność Melecjusza Smotryckiego

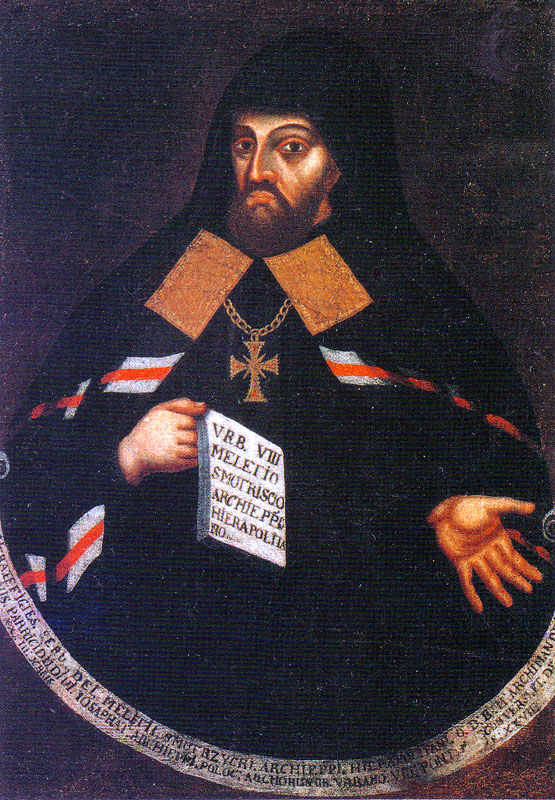
Melecjusz Smotrycki

Ostatnim w I Rzeczypospolitej (i w jurysdykcji Patriarchatu Konstantynopolitańskiego) prawosławnym biskupem połockim został Melecjusz Smotrycki. Jego chirotonii dokonał w październiku 1620 w Kijowie, w ścisłej tajemnicy, patriarcha jerozolimski Teofan III, który przed Melecjuszem wyświęcił jeszcze biskupa przemyskiego Izajasza i metropolitę kijowskiego Hioba, a po nim, już w 1621 – biskupa włodzimiersko-brzeskiego Józefa, łuckiego Izaaka, chełmskiego Paisjusza oraz mianował biskupa Stagony i Meteory Abrahama ordynariuszem eparchii turowsko-pińskiej. W ten sposób w Rzeczypospolitej po unii brzeskiej ponownie zaczęła funkcjonować hierarchia prawosławna (dyzunicka). Chirotonie, którym przewodniczył patriarcha Jerozolimy, odbyły się bez wymaganej w takich przypadkach zgody króla, co oznaczało, że wyświęceni biskupi nie byli uznawani za legalnie działających hierarchów przez państwo. Melecjusz Smotrycki za pomocą listów kierowanych do prawosławnych mieszczan Połocka i Witebska organizował opór mieszczan przeciwko działalności unickiego biskupa Jozafata Kuncewicza, który od objęcia katedry połockiej w 1618 prowadził szeroko zakrojoną aktywność na rzecz nawracania prawosławnych na unię, korzystając z poparcia władz świeckich i wojska, co pozwalało mu siłowo przejmować kolejne prawosławne obiekty sakralne. W 1623 Smotrycki wyjechał z Rzeczypospolitej do Konstantynopola. Pod jego nieobecność Jozafat Kuncewicz został zamordowany przez tłum prawosławnych mieszczan. Po zabójstwie tym prawosławnym odebrane zostały wszystkie cerkwie w Połocku, Witebsku i Mścisławiu.
Po Smotryckim, który w 1627 przyjął unię, nie powołano kolejnego arcybiskupa połockiego. Także Dyplom Władysława IV Wazy z 1633, legalizujący istnienie prawosławnej hierarchii równolegle z unicką, nie przewidywał dalszej działalności prawosławnej administratury z siedzibą w Połocku. Jedyną eparchią na ziemiach białoruskich stała się eparchia mścisławska, mohylewska i orszańska, której terytorium pokrywało się z terytorium administratury unickiej, lecz której siedzibą miał być Mohylew.
Kontynuatorką tradycji archieparchii połockiej jest erygowana w 1833 eparchia połocka Rosyjskiego Kościoła Prawosławnego, nieposiadająca jednak statusu arcybiskupstwa.

## Życie monastyczne

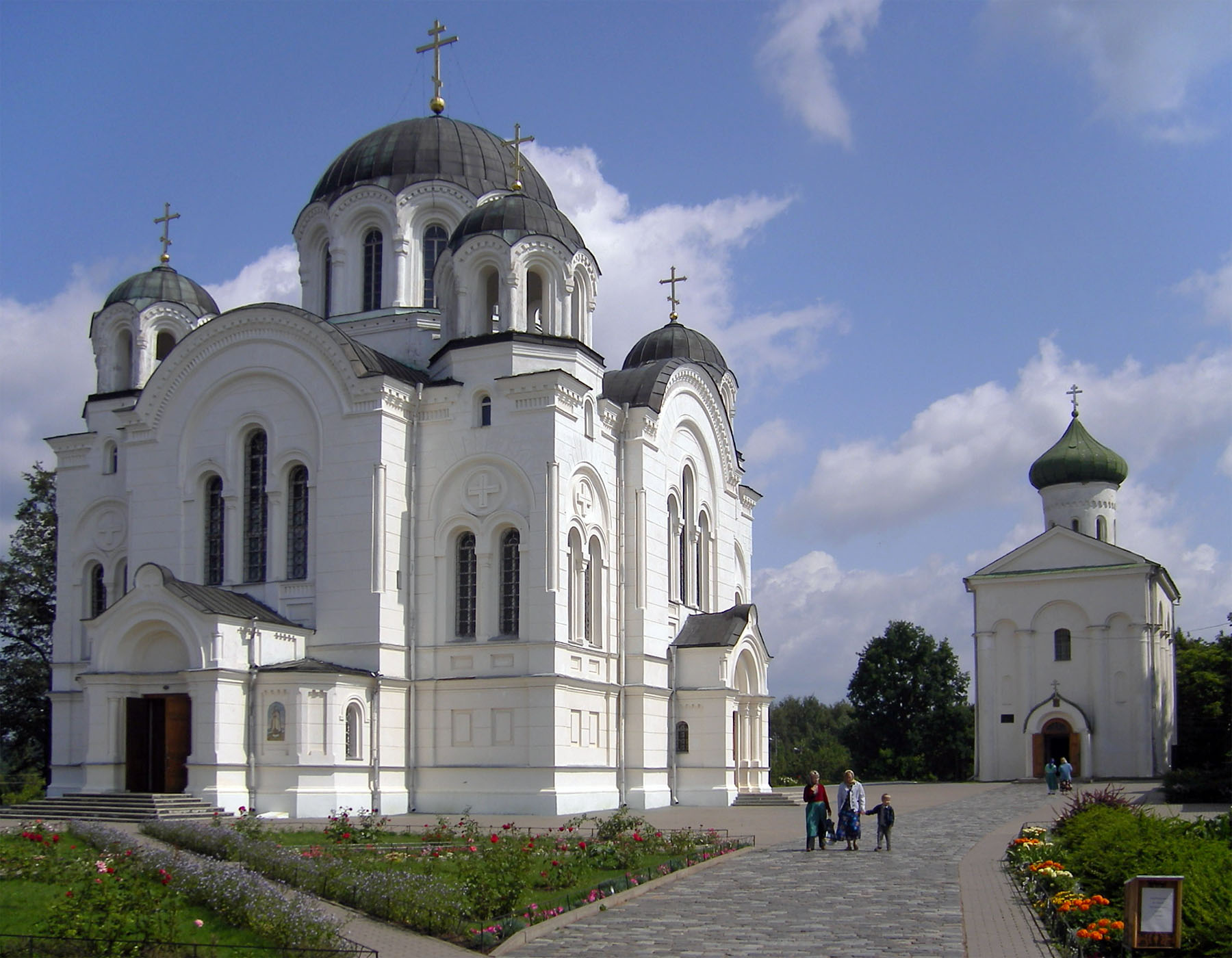
Monaster Przemienienia Pańskiego i św. Eufrozyny Połockiej w Połocku

Prawosławne klasztory w Połocku funkcjonowały z pewnością w XI w.. Rozwój monastycyzmu w eparchii połockiej związany jest z postacią Eufrozyny Połockiej. Założyła ona w Połocku żeński monaster Przemienienia Pańskiego, a następnie także męski monaster Zaśnięcia Matki Bożej. W XIII w. w Połocku utworzony został kolejny klasztor – Świętych Borysa i Gleba.

## Biskupi połoccy[1]
- Menas, 1105–1116
- Eliasz, 1120–1128
- Kosma, 1143–1156
- Dionizy, 1167–1182 lub 1183
- Mikołaj I, 1182/1183
- Kalikst I, XII w.
- Włodzimierz, 1218 ?
- Mikołaj II, 1218 ?
- Aleksy, 1231
- Symeon I, 1271
- Jakub, 1300
- Grzegorz, 1331
- Teodozjusz, 1391–1415
- Focjusz, 1415
- Symeon II, 1450–1456
- Kalikst II, 1458–1459
- Symeon III, 1481
- Jonasz Glezna, 1492
- Łukasz, 1492–1503
- Eutymiusz Okuszkowicz-Bosski, 1504–1512
- Symeon IV, 1513
- Józef, 1516–1523
- Cyprian I, XVI w.
- Nataniel, 1524–1533
- Mizael, 1534
- Symeon V, 1534–1549
- Herman Litawar-Chreptowicz, 1533–1558
- Gerazym Korsak, 1558
- Tryfon Stupiszyn, 1563–1566
- Warsonofiusz Wałach, 1563–1576
- Atanazy Palecki, 1566–1568
- Antoni, 1572
- Teofan Rpiński, 1576–1588
- Cyprian II, 1579
- Atanazy Terlecki, 1588–1592
- Nataniel Sielicki, 1592–1595
- Herman Zahorski, 1595–1600
- Melecjusz Smotrycki, 1620–1628